# Conanthera urceolata
Conanthera urceolata là một loài thực vật có hoa trong họ Tecophilaeaceae. Loài này được Ravenna mô tả khoa học đầu tiên năm 1988.